# Diplodiscus paniculatus
Diplodiscus paniculatus é uma espécie de angiospérmica da família Tiliaceae.
Apenas pode ser encontrada no seguinte país: Filipinas.
Está ameaçada por perda de habitat.